# Carl Finerus
Carl Ebbesson Finerus, född omkring 1700 i Stora Harrie socken, död 23 juli 1770 i Ronneby socken, var en svensk borgmästare och riksdagsman.
Carl Finerus var son till tullförvaltaren i Landskrona, senare i Helsingborg Ebbe Finerus. Han blev 1719 student vid Lunds universitet och blev efter avslutade studier 1731 auskultant i Svea hovrätt. Samma år blev han konsistorienotarie vid domkapitlet i Lund och 1735 vice häraradshövding. Finerus var 1744–1764 politie- och justitieborgmästare i Nyköpings stad och 1744–1762 stadens representant för borgarståndet vid samtliga då hållna riksdagar. Vid 1751–1752 års riksdag var han även borgarståndets representant för Lund. Vid samtliga riksdagar var han ledamot av sekreta utskottet och 1755–1756 fullmakts- och kanslideputerad.